# هاینتس فورستندورف
هاینتس فورستندورف (آلمانی: Heinz Förstendorf; ۲۸ دسامبر ۱۹۰۷ – ۲ سپتامبر ۱۹۸۸) بازیکن هاکی روی چمن اهل آلمان بود.